# Петриш (Мехединци)
Петриш (рум. Petriș) насеље је у Румунији у округу Мехединци у општини Ливезиле. Oпштина се налази на надморској висини од 179 m.

## Становништво
Према подацима из 2002. године у насељу је живело 133 становника, од којих су сви румунске националности.